# Wikipedia norweskojęzyczna
Wikipedia norweskojęzyczna (bokmål) – edycja Wikipedii w języku norweskim (bokmål) założona 26 listopada 2001.
Początkowo norweska Wikipedia dopuszczała pisanie artykułów w dowolnym standardzie pisanym języka norweskiego. Pomimo to, 31 lipca 2004 roku wystartowała inna edycja, w której dopuszczano wyłącznie standard nynorsk. Dlatego w pierwotnej edycji w roku 2005 ustalono, że dopuszczalny będzie w niej wyłącznie bokmål lub riksmål.
Liczbę 50 000 artykułów Wikipedia w języku norweskim (bokmål) osiągnęła w lutym 2006. 24 lutego 2007 roku norweska Wikipedia przekroczyła 100 000 artykułów. W dniu 14 grudnia 2008 roku przekroczyła kamień milowy 200 000 artykułów, liczyła tego samego dnia około 200 108 artykułów, co dawało jej 13 pozycję wśród wszystkich Wikipedii.
Wikipedia w języku bokmål należy do projektu Skanwiki.